# Ion Stoian
Ion Stoian (* 28. November 1927 in Telega, Kreis Prahova; † 2012) war ein rumänischer Diplomat und Politiker der Rumänischen Arbeiterpartei PMR (Partidul Muncitoresc Român) und ab 1965 der PCR (Partidul Comunist Român), der unter anderem zwischen 1971 und 1978 Botschafter in der Sozialistischen Volksrepublik Albanien sowie 1989 letzter Außenminister der Sozialistischen Republik Rumänien war.

## Leben

### Parteifunktionär und Botschafter in Albanien
Ion Stoian war ursprünglich als Dreher tätig und trat 1945 der Kommunistischen Partei Rumäniens PCR (Partidul Comunist din România) als Mitglied bei. Er besuchte zwischen 1949 und 1951 die Arbeiterfakultät und war 1955 Absolvent des Instituts für Internationale Beziehungen. Danach absolvierte er zwischen 1955 und 1959 ein Studium an der Wirtschaftswissenschaftlichen Fakultät der Akademie für Sozial- und Politikwissenschaften „Ștefan Gheorghiu“, an der er 1959 einen Doktor der Wirtschaftswissenschaften erwarb. Im Anschluss wurde er Mitarbeiter im Parteiapparat der Rumänischen Arbeiterpartei PMR (Partidul Muncitoresc Român) und war dort nacheinander Instruktion, Leiter einer Sektion sowie stellvertretender Leiter der ZK-Abteilung für Propaganda. Auf dem Neunten Parteitag der PCR (19. bis 24. Juli 1965) wurde er Kandidat des ZK der PCR und hatte diese Funktion bis zum 12. August 1969 inne. Danach fungierte er zwischen dem 2. November 1965 und 1968 als Leiter der ZK-Abteilung für Literatur und Kunst sowie von 1968 bis 1971 als Rektor der Akademie für Sozial- und Politikwissenschaften „Ștefan Gheorghiu“.
Am 13. Dezember 1971 wurde Stoian Außerordentlicher und Bevollmächtigter Botschafter in der Sozialistischen Volksrepublik Albanien und bekleidete diese Funktion bis zum 30. Mai 1978, woraufhin Aldea Militaru ihn ablöste. Nach seiner Rückkehr wurde er am 10. Juli 1978 zunächst stellvertretender Leiter der ZK-Abteilung für Organisation und fungierte anschließend zwischen dem 7. April 1979 und dem 28. März 1983 als Erster Sekretär des Parteikomitees im Kreis Constanța sowie in Personalunion als Präsident des Exekutivkomitees des Volksrates des Kreises Constanța. Auf dem Zwölften Parteitag der PCR (19. bis 23. November 1979) wurde er Mitglied des ZK der PCR sowie zugleich Kandidat des Politischen Exekutivkomitees des ZK und gehörte diese Gremien bis zum Sturz von Nicolae Ceaușescu im Zuge der rumänischen Revolution am 22. Dezember 1989 an.

### Abgeordneter, ZK-Sekretär und Außenminister
Ion Stoian wurde des Weiteren 1980 Mitglied der Großen Nationalversammlung (Marea Adunare Națională) und vertrat dort zunächst den Wahlkreis Nr. 3 Constanța Nord-Est sowie zuletzt zwischen 1985 und dem 22. Dezember 1989 den Wahlkreis Nr. 8 Dr. Petru Groza. Während seiner Parlamentszugehörigkeit war zwischen März 1980 und März 1985 Sekretär der Großen Nationalversammlung. Er war zwischen dem 28. März 1983 und dem 22. November 1985 Vize-Minister für Außenhandel und Internationale Wirtschaftliche Zusammenarbeit. Er wurde zugleich am 21. März 1984 des Weiteren Sekretär des ZK der PCR und auf dem Dreizehnten Parteitag der PCR (19. bis 22. November 1984) in dieser Funktion bestätigt, die er bis zum 3. November 1989 innehatte.
Zuletzt wurde er am 4. November 1989 Nachfolger von Ioan Totu im Kabinett Dăscălescu II und war bis zum 22. Dezember 1989 letzter Außenminister der Sozialistischen Republik Rumänien (Ministrul de externe). Für seine langjährigen Verdienste wurde er mehrfach ausgezeichnet und erhielt unter anderem den Stern der Sozialistischen Republik Rumänien Zweiter Klasse (Ordinul Steaua Republicii Socialiste România), den Orden Tudor Vladimirescu Zweiter Klasse (Ordinul Tudor Vladimirescu), den Orden der Arbeit Dritter Klasse (Ordinul Muncii) sowie den Orden für kulturelle Verdienste Zweiter Klasse (Ordinul „Meritul Cultural“).